# Třetí a čtvrtý věk
Třetí a čtvrtý věk jsou označení pro dvě období ve stáří.
Počátek třetího věku není přesně určen, třebaže nejčastěji je spojován s ukončením pravidelné výdělečné aktivity, resp. s počátkem pobírání starobního důchodu. Chronologicky lze jeho počátek umístit nejspíš mezi 60. a 65. rok života . Bernice Neugartenová již dříve konstatovala , že pojmy 3. a 4. věku by mohly nahradit dosud užívané třídění mladší senioři (young-old, někdy též yold) a starší senioři (old-old).
Pro čtvrtý věk jsou charakteristické degenerativní procesy (křehkost, demence), vážná zdravotní postižení, polymorbidita (především chronické civilizační nemoci), nesoběstačnost, resp. závislost, a širší společenská pasivita (např.). Jde tedy o souběh určitého funkčního stavu osobnosti a sociálních rolí, které jsou ovšem člověku „vnuceny“ biologickým řádem věcí a představami společnosti o stáří a starých lidech. S přihlédnutím ke komplexnosti a neurčitosti pojmu můžeme o této životní etapě hovořit zhruba od chronologického věku mezi 75 a 85 lety, neboť individuální nástup čtvrtého věku je velmi rozmanitý, nehledě na to, že s pojmem se v individuální diagnostice nepracuje. Podle Lasletta a dalších autorů lze čtvrtý věk oddálit individuálním úsilím  za pomocí nejbližšího okolí a také vlivem způsobu života, jaký byl praktikován v mladším dospělém věku. Praktikuje se především to, co se nazývá úspěšným stárnutím nebo aktivním stárnutím.
Pro mladé seniory (tj. ve 3. věku) jsou často typické rozmanité zájmy a aktivity, společenské zapojení, založení „nového života“ (dospělé děti odešly), celkový životní elán. Tito senioři se do života společnosti zapojují především v pracovních a zájmových činnostech a v občanském životě, ale také v péči o jiné osoby. Typická je zachovalá fyzická a mentální způsobilost, zájem o společenské dění a pěstování společenských kontaktů. Práce řady autorů  vedla k přesvědčení, že v období 3. věku je dosažitelný model úspěšného stárnutí a teprve ve 4. věku převažují nemoci, křehkost (vetchost), nesoběstačnost a umírání.
Zdravotní stav (včetně jeho sociální složky – osobní pohody) a charakter, intenzita či naopak absence aktivit je pravděpodobně nejnápadnějším obecným rozlišovacím znakem 3. a 4. věku. Baltes a Smith navrhli definici, v níž je hranicí mezi 3. a 4. věkem ten chronologický věk, v němž z lidí, kteří již dosáhli věku 50 (nebo 60) let, zemře 50 % . V České republice tak můžeme začátek „chronologického“ 4. věku odhadnout na zhruba 80 let.